# Puchar Australii i Nowej Zelandii w narciarstwie alpejskim mężczyzn 2023
Puchar Australii i Nowej Zelandii w narciarstwie alpejskim mężczyzn w sezonie 2023 – zawody rozgrywane pod patronatem Międzynarodowej Federacji Narciarskiej (FIS) w lecie 2023 roku. Puchar rozpoczął się 28 sierpnia 2023 r. w nowozelandzkim Coronet Peak zawodami w slalomie gigancie, zaś ostatnie zawody tej edycji zostały rozegrane 2 września tego samego roku w tym samym ośrodku narciarskim, a ostatecznego zdobywcę pucharu wyłoniła rywalizacja w slalomie.
Triumfu w klasyfikacji generalnej z poprzedniego sezonu bronił Amerykanin Isaiah Nelson. Tym razem najlepszy okazał się Brytyjczyk Laurie Taylor.

## Podium zawodów
| Lp. | Data             | Miejscowość  | Konkurencja | 1. miejsce         | 2. miejsce           | 3. miejsce    |
| --- | ---------------- | ------------ | ----------- | ------------------ | -------------------- | ------------- |
|     | 27 sierpnia 2023 | Coronet Peak | Supergigant | Odwołano           | Odwołano             | Odwołano      |
|     | 27 sierpnia 2023 | Coronet Peak | Supergigant | Odwołano           | Odwołano             | Odwołano      |
| 1.  | 28 sierpnia 2023 | Coronet Peak | Gigant      | Christian Borgnaes | Louis Muhlen-Schulte | Adam Žampa    |
| 2.  | 29 sierpnia 2023 | Coronet Peak | Gigant      | Fadri Janutin      | Timon Haugan         | Andreas Žampa |
| 3.  | 31 sierpnia 2023 | Coronet Peak | Slalom      | Jimmy Krupka       | Sam Maes             | Laurie Taylor |
| 4.  | 2 września 2023  | Coronet Peak | Slalom      | Laurie Taylor      | Sam Maes             | Joel Lütolf   |
|     | 4 września 2023  | Mount Hotham | Gigant      | Odwołano           | Odwołano             | Odwołano      |
|     | 5 września 2023  | Mount Hotham | Gigant      | Odwołano           | Odwołano             | Odwołano      |
|     | 6 września 2023  | Mount Hotham | Slalom      | Odwołano           | Odwołano             | Odwołano      |
|     | 7 września 2023  | Mount Hotham | Slalom      | Odwołano           | Odwołano             | Odwołano      |

## Klasyfikacje
| Lp. | Zawodnik             | Punkty |
| --- | -------------------- | ------ |
| 1.  | Laurie Taylor        | 160    |
| 2.  | Sam Maes             | 160    |
| 3.  | Jimmy Krupka         | 150    |
| 4.  | Joel Lütolf          | 150    |
| 5.  | Christian Borgnaes   | 145    |
| 6.  | Fadri Janutin        | 140    |
| 7.  | Reto Mächler         | 139    |
| 8.  | Timon Haugan         | 130    |
| 8.  | Louis Muhlen-Schulte | 130    |
| 10. | Adam Žampa           | 105    |

| Lp. | Zawodnik             | Punkty |
| --- | -------------------- | ------ |
| 1.  | Christian Borgnaes   | 140    |
| 1.  | Fadri Janutin        | 140    |
| 3.  | Louis Muhlen-Schulte | 130    |
| 4.  | Adam Žampa           | 105    |
| 5.  | Andreas Žampa        | 96     |
| 6.  | Timon Haugan         | 80     |
| 7.  | Reto Mächler         | 68     |
| 8.  | Joel Lütolf          | 58     |
| 9.  | Patrick Kenney       | 50     |
| 10. | Willis Feasey        | 46     |

| Lp. | Zawodnik          | Punkty |
| --- | ----------------- | ------ |
| 1.  | Laurie Taylor     | 160    |
| 2.  | Sam Maes          | 160    |
| 3.  | Jimmy Krupka      | 150    |
| 4.  | Joel Lütolf       | 92     |
| 5.  | Reto Mächler      | 71     |
| 6.  | Camden Palmquist  | 64     |
| 7.  | Mario Gramshammer | 61     |
| 8.  | Timon Haugan      | 50     |
| 9.  | Michel Brügger    | 43     |
| 10. | Calum Langmuir    | 40     |